# Tocqueville (Eure)
 (avril 2016).
Si vous disposez d'ouvrages ou d'articles de référence ou si vous connaissez des sites web de qualité traitant du thème abordé ici, merci de compléter l'article en donnant les références utiles à sa vérifiabilité et en les liant à la section « Notes et références ».
Pour les articles homonymes, voir Tocqueville.
Tocqueville est une commune française située dans le département de l'Eure, en région Normandie.
Les habitants sont les Tocquevillais.

## Géographie

### Localisation
Elle fait partie du parc naturel régional des Boucles de la Seine normande.

### Hydrographie
La commune est située dans le bassin Seine-Normandie. Elle n'est drainée par aucun cours d'eau,.

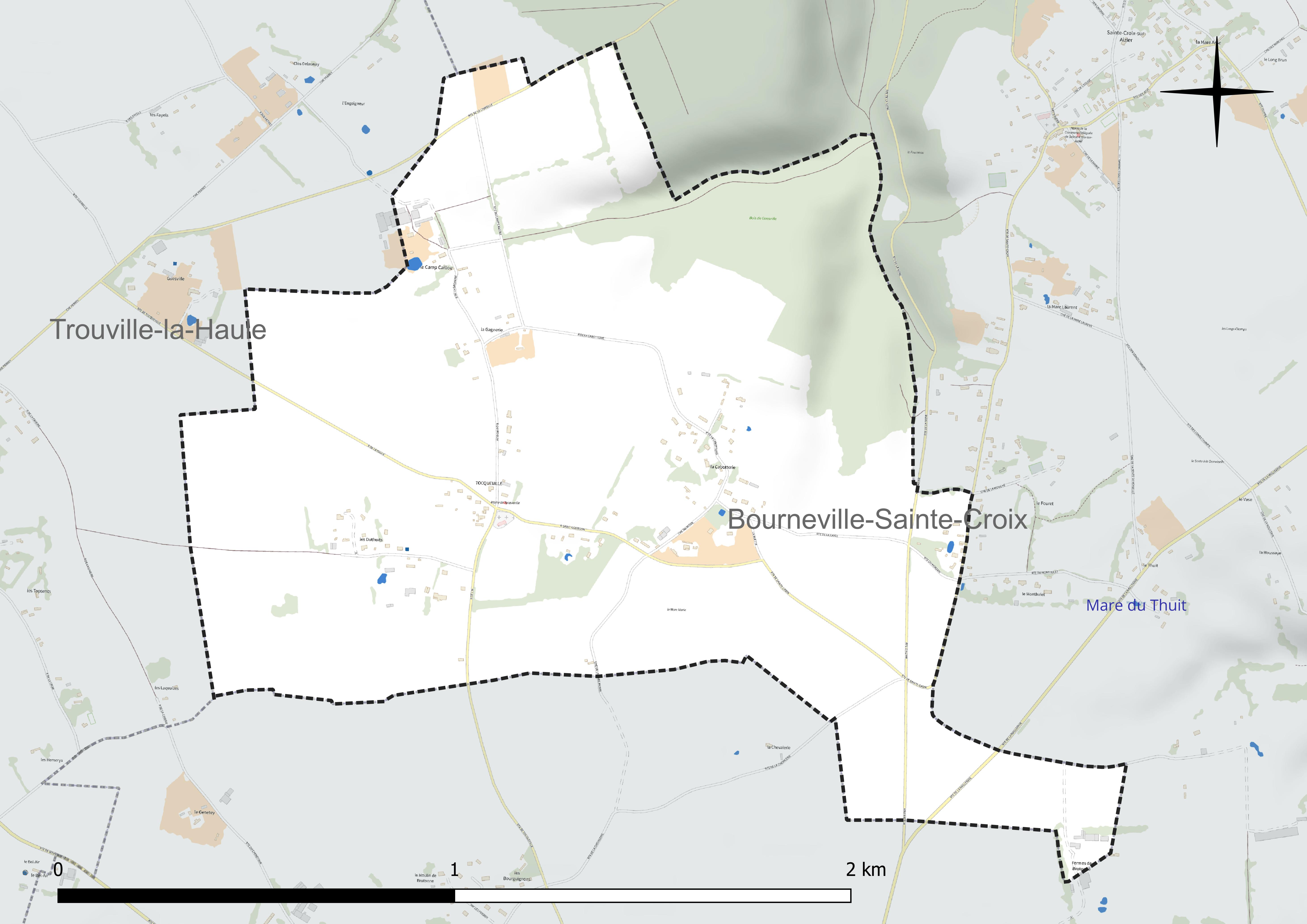
Réseau hydrographique de Tocqueville.

### Climat
Pour des articles plus généraux, voir Climat de la Normandie et Climat de l'Eure.
En 2010, le climat de la commune est de type climat océanique altéré, selon une étude du CNRS s'appuyant sur une série de données couvrant la période 1971-2000. En 2020, Météo-France publie une typologie des climats de la France métropolitaine dans laquelle la commune est exposée à un climat océanique et est dans la région climatique  Côtes de la Manche orientale, caractérisée par un faible ensoleillement (1 550 h/an) ; forte humidité de l’air (plus de 20 h/jour avec humidité relative > 80 % en hiver), vents forts fréquents. Parallèlement le GIEC normand, un groupe régional d’experts sur le climat, différencie quant à lui, dans une étude de 2020, trois grands types de climats pour la région Normandie, nuancés à une échelle plus fine par les facteurs géographiques locaux. La commune est, selon ce zonage, exposée à un « climat contrasté des collines », correspondant au Pays d’Auge, Lieuvin et Roumois, moins directement soumis aux flux océaniques et connaissant toutefois des précipitations assez marquées en raison des reliefs collinaires qui favorisent leur formation.
Pour la période 1971-2000, la température annuelle moyenne est de 10,2 °C, avec  une amplitude thermique annuelle de 13,1 °C. Le cumul annuel moyen de précipitations est de 898 mm, avec 13,2 jours de précipitations en janvier et 8,6 jours en juillet. Pour la période 1991-2020, la température moyenne annuelle observée sur la station météorologique la plus proche, située sur la commune de Petiville à 6 km à vol d'oiseau, est de 12,0 °C et le cumul annuel moyen de précipitations est de 844,9 mm,. Pour l'avenir, les paramètres climatiques de la commune estimés pour 2050 selon différents scénarios d’émission de gaz à effet de serre sont consultables sur un site dédié publié par Météo-France en novembre 2022.

### Milieux naturels et biodiversité
La commune fait partie du parc naturel régional des Boucles de la Seine normande.

## Urbanisme

### Typologie
Au 1er janvier 2024, Tocqueville est catégorisée commune rurale à habitat dispersé, selon la nouvelle grille communale de densité à 7 niveaux définie par l'Insee en 2022.
Elle est située hors unité urbaine. Par ailleurs la commune fait partie de l'aire d'attraction de Pont-Audemer, dont elle est une commune de la couronne,. Cette aire, qui regroupe 34 communes, est catégorisée dans les aires de moins de 50 000 habitants,.

### Occupation des sols
L'occupation des sols de la commune, telle qu'elle ressort de la base de données européenne d’occupation biophysique des sols Corine Land Cover (CLC), est marquée par l'importance des territoires agricoles (88,8 % en 2018), une proportion sensiblement équivalente à celle de 1990 (89,5 %). La répartition détaillée en 2018 est la suivante : 
terres arables (62,8 %), prairies (26 %), forêts (11,2 %). L'évolution de l’occupation des sols de la commune et de ses infrastructures peut être observée sur les différentes représentations cartographiques du territoire : la carte de Cassini (XVIIIe siècle), la carte d'état-major (1820-1866) et les cartes ou photos aériennes de l'IGN pour la période actuelle (1950 à aujourd'hui).

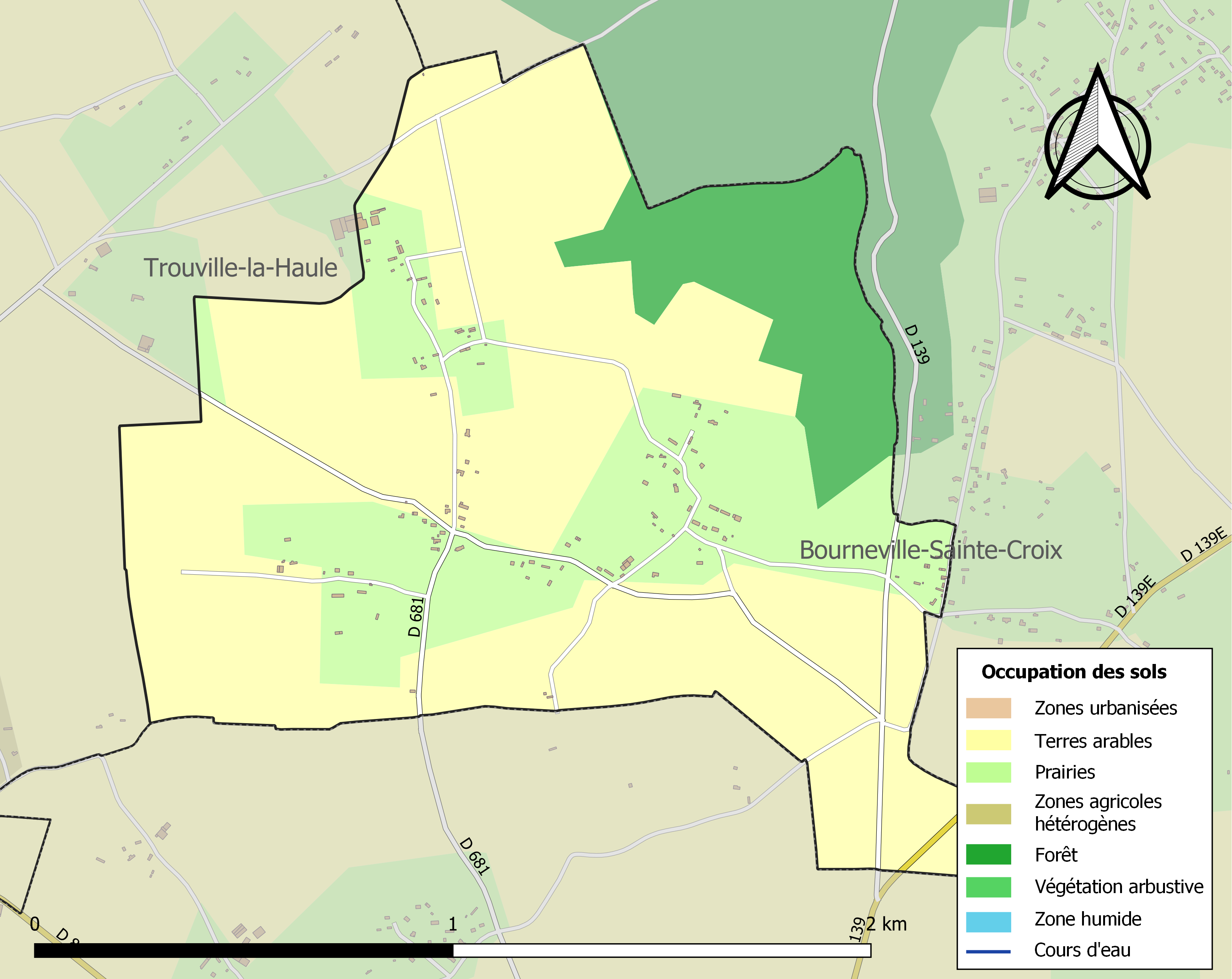
Carte des infrastructures et de l'occupation des sols de la commune en 2018 (CLC).

## Toponymie
Le nom de la localité est attesté sous la forme Tochevilla en 1180, Touqueville en 1631 (Tassin, Plans et profilz), Tocqueville en 1793 et 1801, Tocqueville-en-Roumois en 1828.
Il s'agit d'un toponyme en -ville au sens ancien de « domaine rural » (cf. villa), précédé vraisemblablement du nom de personne d'origine scandinave Tóki.

## Histoire
Cérémonie chaque année en l'honneur de saint Gorgon consistant à vendre les cierges au kilo au plus offrant pour bénéficier de sa protection contre les douleurs.
Il reste peu de maisons très anciennes autour de l'église et de son if (site classé) mais l'unité du village s'est faite par la plantation de plusieurs milliers d'arbustes.
En 1260, le roi patron de la baronnie.
Louis XI, en 1480, en fit don au monastère de Clery (Allier) où il voulut être inhumé.
Bien qu'assez éloignés de la Seine, les murs extérieurs de l'église ont conservé de nombreux et graffiti de bateaux gravés dans les pierres.
Sous le porche, on voit la reproduction d'un moulin à vent qui se trouvait à quelques centaines de mètres de là.
Pendant la Révolution, avec l'aide des villageois qui ne voulaient pas perdre leur meunier, celui-ci se tint caché dans un réduit creusé dans l'épaisseur du mur, échappant, ainsi, au départ pour l'armée.
À l'intérieur de l'église, on admire l'ancien coffre de la charité avec ses trois serrures et les pierres tombales des familles nobles du village.
La fête de la Saint-Gorgon, patron de la paroisse, le 1er dimanche de septembre attire un public nombreux car elle est exceptionnelle. Après la messe et la procession, 13 cierges destinés aux 13 statues de l'église sont vendus aux enchères par un frère de charité monté sur les degrés de la croix du cimetière. Le prix est évalué en kilogramme de cire.
13 familles deviennent possesseur d'un cierge qui sera allumé, près du saint choisi, pendant un an.
Traditionnellement, c'est à cette occasion que sont vendus des melons du Marais Vernier.
Autrefois une grande fête, qui tend à renaître, réunissait toute la jeunesse alentour :
ne disait-on pas :

« les filles, à la Saint-Gorgon,

choisissent melons et… garçons. »

## Politique et administration
| Période                                  | Période  | Identité          | Étiquette | Qualité  |
| ---------------------------------------- | -------- | ----------------- | --------- | -------- |
| avant 1995                               | ?        | Claude Bussy      | DVD       |          |
| mars 2001                                | 2014     | Maryvonne Mameaux |           |          |
| mars 2014                                | En cours | Alain Tardif      | SE        | Retraité |
| Les données manquantes sont à compléter. |          |                   |           |          |

## Démographie
L'évolution du nombre d'habitants est connue à travers les recensements de la population effectués dans la commune depuis 1793. Pour les communes de moins de 10 000 habitants, une enquête de recensement portant sur toute la population est réalisée tous les cinq ans, les populations de référence des années intermédiaires étant quant à elles estimées par interpolation ou extrapolation. Pour la commune, le premier recensement exhaustif entrant dans le cadre du nouveau dispositif a été réalisé en 2005.

En 2022, la commune comptait 143 habitants, en évolution de −7,74 % par rapport à 2016 (Eure : −0,25 %, France hors Mayotte : +2,11 %).
| 1793 | 1800 | 1806 | 1821 | 1831 | 1836 | 1841 | 1846 | 1851 |
| ---- | ---- | ---- | ---- | ---- | ---- | ---- | ---- | ---- |
| 230  | 257  | 206  | 206  | 226  | 182  | 180  | 169  | 164  |

| 1856 | 1861 | 1866 | 1872 | 1876 | 1881 | 1886 | 1891 | 1896 |
| ---- | ---- | ---- | ---- | ---- | ---- | ---- | ---- | ---- |
| 173  | 189  | 165  | 152  | 144  | 119  | 128  | 126  | 122  |

| 1901 | 1906 | 1911 | 1921 | 1926 | 1931 | 1936 | 1946 | 1954 |
| ---- | ---- | ---- | ---- | ---- | ---- | ---- | ---- | ---- |
| 106  | 114  | 89   | 90   | 92   | 86   | 82   | 82   | 110  |

| 1962 | 1968 | 1975 | 1982 | 1990 | 1999 | 2005 | 2006 | 2010 |
| ---- | ---- | ---- | ---- | ---- | ---- | ---- | ---- | ---- |
| 96   | 93   | 127  | 121  | 143  | 131  | 118  | 119  | 130  |

| 2015 | 2020 | 2022 | - | - | - | - | - | - |
| ---- | ---- | ---- | - | - | - | - | - | - |
| 153  | 155  | 143  | - | - | - | - | - | - |

## Culture locale et patrimoine

### Lieux et monuments

Église Saint-Gourgon
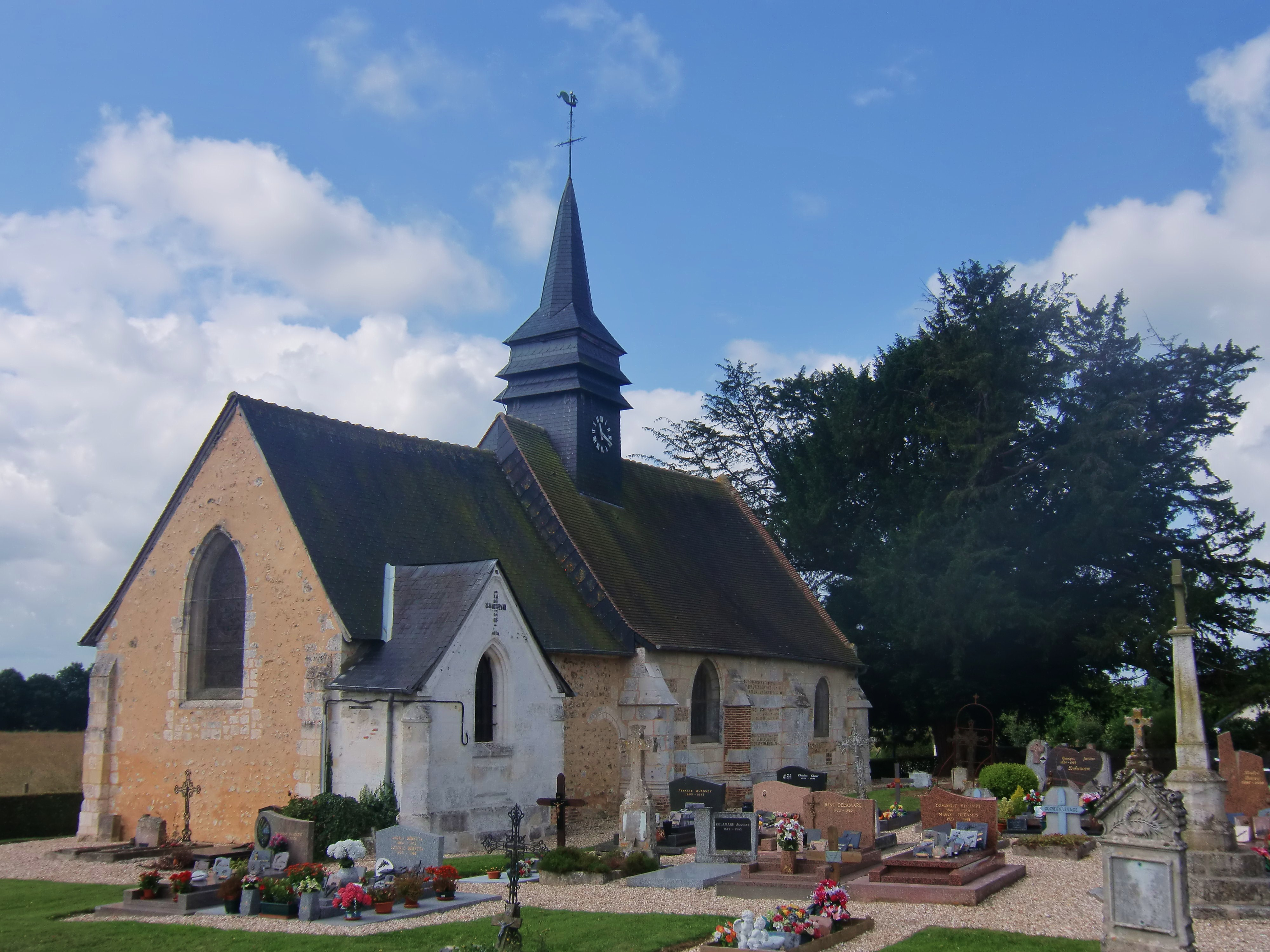

Église Saint-Gourgon XVIe siècle avec contreforts XIIe siècle et baies du chœur XIIIe siècle (graffiti représentant un moulin à vent).
Les graffiti observés sur les murs extérieurs de l'église de Tocqueville sont essentiellement des graffiti de bateaux. Si certains sont à peine visibles, d'autres sont très marqués.
Il y avait un ancien moulin qui a donné son nom à un lieu-dit.

### Patrimoine naturel

#### Site classé
- L'église avec son porche, le cimetière avec son muret ainsi que l'if et les deux cyprès en bordure de la route,  Site classé (1928)[20].